# Fissurinaceae
Fissurinaceae is een botanische naam voor een familie van korstmossen behorend tot de orde Ostropales. Het typegeslacht is Fissurina.

## Geslachten
De familie bestaat uit de volgende zes geslachten:
- Cruentotrema
- Dyplolabia
- Enigmotrema
- Fissurina
- Pycnotrema